# Edward Douglas-Pennant, 1. Baron Penrhyn

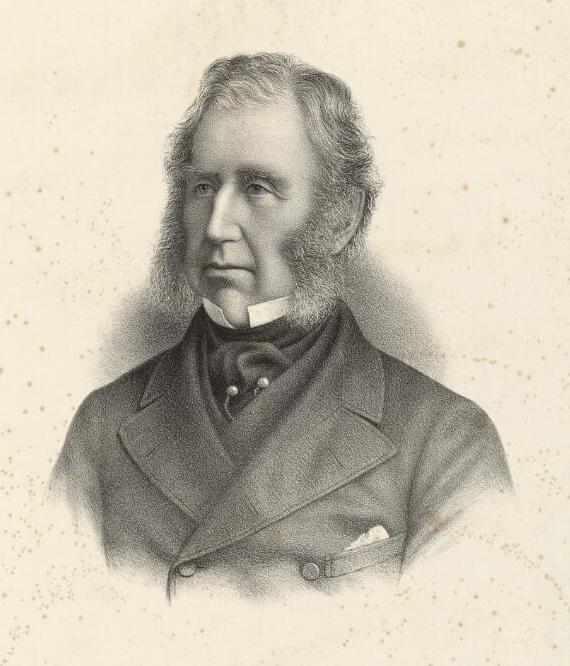
Edward Douglas-Pennant, 1. Baron Penrhyn, um 1870

Edward Gordon Douglas-Pennant, 1. Baron Penrhyn (* 20. Juni 1800 in York; † 31. März 1886) war ein britischer Adliger und Politiker.

## Leben
Er entstammte einer Nebenlinie des Clan Douglas und war ein jüngerer Sohn des Hon. John Douglas (1756–1818) und der Lady Frances Lascelles. Sein Vater war ein Sohn des James Douglas, 14. Earl of Morton, seine Mutter eine Tochter des Edward Lascelles, 1. Earl of Harewood. Sein Geburtsname war Edward Gordon Douglas.
Er trat 1815 in die British Army ein. Er diente dort zunächst bei den Grenadier Guards, bei denen er 1824 zum Captain, 1834 zum Lieutenent Colonel und 1846 zum Colonel befördert wurde. 
Nachdem sein älterer Bruder George Douglas 1827 den Titel 17. Earl of Morton geerbt hatte, erhielt er mit Urkunde vom 26. August 1835 den protokollarischen Rang des Sohns eines Earls und damit das Höflichkeitsprädikat „the Honourable“.
Am 6. August 1833 heiratete er in erster Ehe Juliana Isabella Mary Dawkins-Pennant, eine der beiden Erbtöchter des George Dawkins-Pennant (1764–1840). Sein Schwiegervater war Großneffe des Richard Pennant, 1. Baron Penrhyn und hatte 1808 dessen Vermögen einschließlich Penrhyn Castle und umfangreicher Schiefersteinbrüche in Wales geerbt. Nachdem Douglas seinen Schwiegervater 1840 beerbt hatte, änderte er mit königlicher Lizenz vom 25. Januar 1841 seinen Familiennamen zu Douglas-Pennant.
Nachdem seine erste Gattin 1842 gestorben war, heiratete er am 26. Januar 1846 in zweiter Ehe Lady Maria Louisa FitzRoy (1818–1912), Tochter des Henry FitzRoy, 5. Duke of Grafton.
Ab 1841 war er Abgeordneter im House of Commons für Caernarvonshire und hatte ab 1866 zudem das Amt des Lord Lieutenant von Caernarvonshire inne. Am 3. August 1866 wurde er zum Baron Penrhyn, of Llandegai in the County of Carnavon, erhoben. Dadurch schied er aus dem House of Commons aus und wurde Mitglied des House of Lords.

## Nachkommen
Aus seiner ersten Ehe mit Juliana Dawkins-Pennant hatte er zwei Söhne und mindestens eine Tochter:
- Hon. Caroline Elizabeth Emma Douglas-Pennant (um 1834–1924) ⚭ John McGarel-Hogg, 1. Baron Magheramorne;
- George Sholto Gordon Douglas-Pennant, 2. Baron Penrhyn (1836–1907), ⚭ (1) Pamela Blanche Rushout, ⚭ (2) Gertrude Jessy Glynne;
- Hon. Archibald Charles Henry Douglas-Pennant (1837–1884) ⚭ Hon. Harriet Ella Gifford.

Aus seiner zweiten Ehe mit Lady Maria FitzRoy hatte er mindestens fünf Töchter:
- Hon. Louisa Mary Douglas-Pennant († 1911);
- Hon. Mary Georgiana Douglas-Pennant († 1926);
- Hon. Eva Anna Caroline Douglas-Pennant († 1934) ⚭ General Lord William Seymour (1838–1915), Bruder des 5. Marquess of Hertford;
- Hon. Gertrude Alice Emma Douglas-Pennant († 1944);
- Hon. Adela Douglas-Pennant († 1955).